# Martijn Maaskant

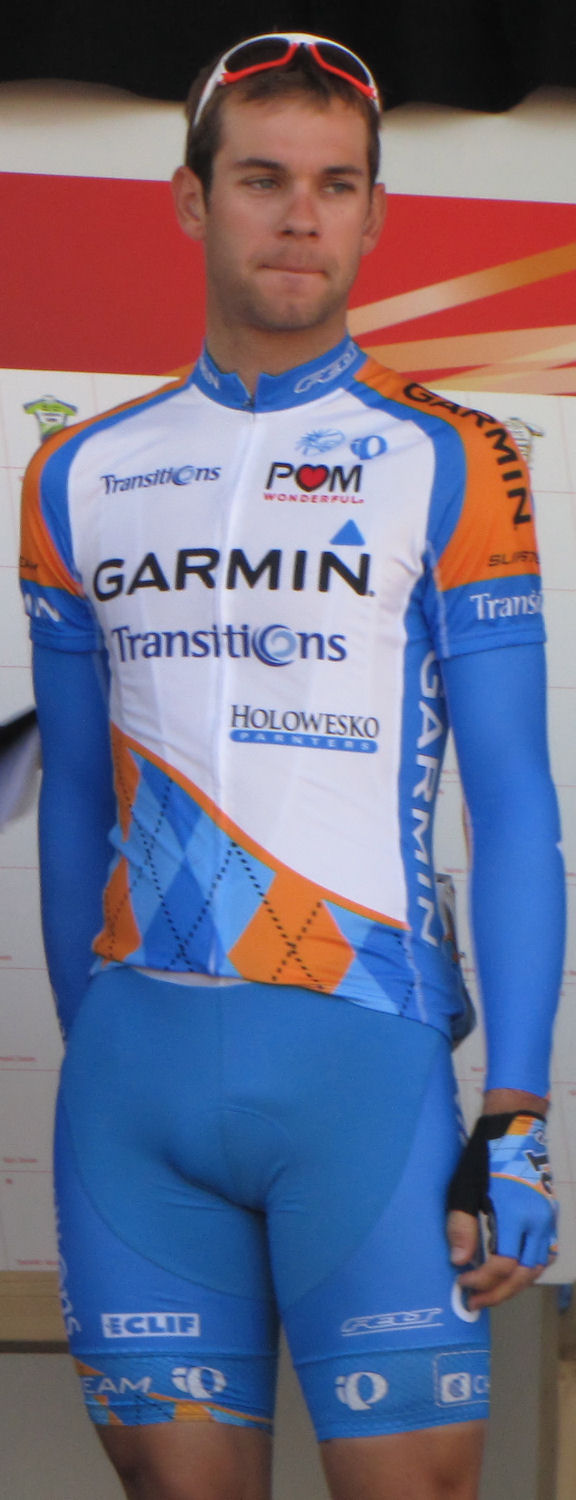
Martijn Maaskant

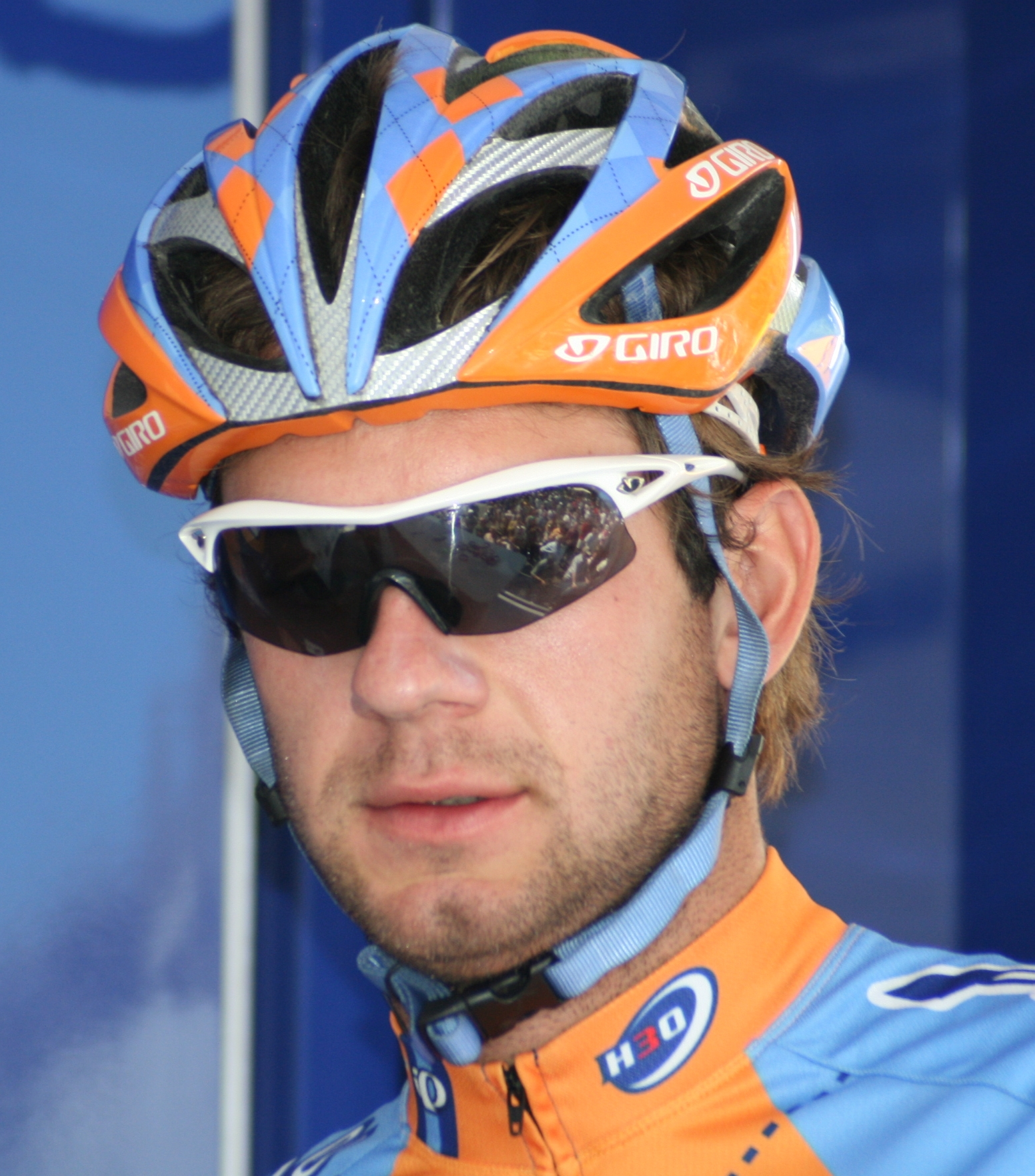
Martijn Maaskant

Martijn Maaskant (* 27. Juli 1983) ist ein ehemaliger niederländischer Radrennfahrer.
Martijn Maaskant begann seine Karriere 2003 bei dem niederländischen Radsportteam Van Vliet-EBH-Gazelle. In seinem ersten Jahr konnte er eine Etappe bei der Olympia’s Tour für sich entscheiden. Ab 2006 fuhr er bei Rabobank Continental, dem Farmteam des ProTeams Rabobank. Dort gewann er das dritte Teilstück der Tour de Normandie und wurde eine Woche später Zweiter bei Hel van het Mergelland. Von 2008 bis 2013 war er Mitglied der Mannschaft Garmin. Beim Rennen Paris–Roubaix belegte er 2008 den vierten Platz und 2009 wurde er bei der Flandern-Rundfahrt Vierter.
Ende der Saison 2014 beendete er seine Karriere.

## Erfolge
2003
- eine Etappe Olympia’s Tour

2006
- eine Etappe Tour de Normandie

2007
- Normandie-Rundfahrt
- Ronde van Drenthe
- eine Etappe Olympia’s Tour
- eine Etappe Circuit de Lorraine
- eine Etappe Circuito Montañés

2009
- Mannschaftszeitfahren Tour of Qatar

## Teams
- 2003 Van Vliet-EBH-Gazelle
- 2004 Van Vliet-EBH Advocaten
- 2005 Van Vliet-EBH Advocaten
- 2006 Rabobank Continental
- 2007 Rabobank Continental
- 2008 Garmin-Chipotle
- 2009 Garmin-Slipstream
- 2010 Garmin-Transitions
- 2011 Team Garmin-Cervélo
- 2012 Garmin-Sharp
- 2013 Garmin Sharp
- 2014 UnitedHealthcare Professional Cycling Team